# Huge-LQG

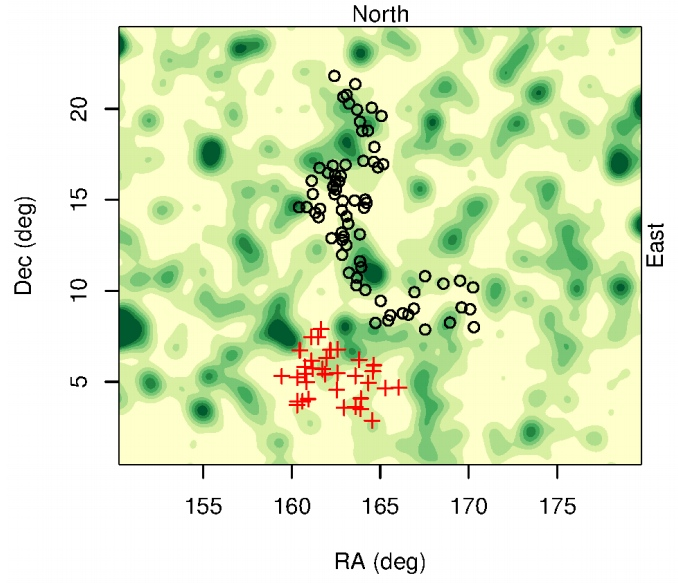
Huge-LQG đánh dấu bằng các vòng tròn màu đen, cạnh nhóm chuẩn tinh lớn Clowes-Campusano đánh dấu bằng hình chữ thập đỏ.

Nhóm chuẩn tinh lớn Huge, (Huge-LQG, viết tắt của Huge Largest Quasar Group, còn được gọi là U1.27) là một cấu trúc có thể hoặc giả cấu trúc của 73 chuẩn tinh, được gọi là một nhóm chuẩn tinh lớn, có chiều dài khoảng 4 tỷ năm ánh sáng. Khi được phát hiện, nó được xác định là cấu trúc lớn nhất và nặng nhất đã biết trong vũ trụ quan sát được, nhưng hiện đã bị thay thế bằng Trường thành Vũ Tiên-Bắc Miện với chiều dài 10 tỷ năm ánh sáng. Cũng có những vấn đề về cấu trúc của nó (xem phần Tranh luận dưới đây).

## Phát hiện
Roger G. Clowes cùng với các đồng nghiệp tại Đại học Trung Lancashire ở Preston, Vương quốc Anh đã báo cáo vào ngày 11 tháng 1 năm 2013 về một nhóm các chuẩn tinh trong vùng lân cận của chòm sao Sư Tử. Họ sử dụng các dữ liệu từ danh mục DR7QSO của Khảo sát bầu trời kỹ thuật số Sloan bao hàm toàn diện, một khảo sát lớn về dịch chuyển đỏ đa hình ảnh và quang phổ của bầu trời. Họ báo cáo rằng nhóm này, như họ tuyên bố, là cấu trúc lớn nhất đã biết đến trong vũ trụ quan sát được. Cấu trúc ban đầu được phát hiện vào tháng 11 năm 2012 và mất hai tháng xác minh trước khi công bố. Tin tức về thông báo của cấu trúc được lan truyền trên toàn thế giới và đã nhận được sự quan tâm lớn của cộng đồng khoa học.

## Đặc điểm
Huge-LQG được ước tính có chiều dài khoảng 1,24 Gpc, nhân 640 Mpc và 370 Mpc theo các kích thước khác, và tương ứng chứa 73 chuẩn tinh. Các chuẩn tinh là các nhân thiên hà hoạt động rất sáng, được cho là do các lỗ đen siêu lớn cung cấp vật chất. Vì chúng chỉ được tìm thấy ở các khu vực dày đặc của vũ trụ, nên các chuẩn tinh có thể được sử dụng để tìm ra những nơi có mật độ vật chất quá cao trong vũ trụ. Nó có khối lượng ràng buộc xấp xỉ 6,1 × 1018  (6,1 tỷ tỷ) M☉. Ban đầu Huge-LQG được đặt tên là U1.27 do độ dịch chuyển trung bình của nó là 1,27 (trong đó "U" dùng để chỉ một đơn vị chuẩn tinh được kết nối), đặt khoảng cách của nó tới Trái Đất là khoảng 9 tỷ năm ánh sáng.
Khoảng cách từ Huge-LQG đến Clowes-Campusano LQG (U1.28), một nhóm gồm 34 chuẩn tinh cũng do Clowes phát hiện vào năm 1991, là 615 Mpc.

## Nguyên lý vũ trụ
Trong thông báo ban đầu về cấu trúc của Clowes, ông đã báo cáo rằng cấu trúc này mâu thuẫn với nguyên lý vũ trụ. Nguyên lý vũ trụ ngụ ý rằng ở quy mô đủ lớn, vũ trụ gần như đồng nhất, nghĩa là các dao động thống kê về các đại lượng như mật độ vật chất giữa các vùng khác nhau của vũ trụ là nhỏ. Tuy nhiên, các định nghĩa khác nhau tồn tại cho thang đo đồng nhất mà trên đó thì các dao động này có thể được coi là đủ nhỏ, và định nghĩa phù hợp phụ thuộc vào bối cảnh sử dụng nó. Jaswant Yadav et al. đã đề xuất một định nghĩa về thang đo đồng nhất dựa theo chiều phân cắt của vũ trụ; họ kết luận rằng, theo định nghĩa này, giới hạn trên cho thang đo đồng nhất trong vũ trụ là 260 /h Mpc. Một số nghiên cứu cố gắng đo thang đo độ đồng nhất theo định nghĩa này đã tìm thấy các giá trị trong phạm vi 70-130/h Mpc.
Trường thành Sloan được phát hiện vào năm 2003 có chiều dài 423Mpc, lớn hơn một chút so với thang đo độ đồng nhất được định nghĩa ở trên.
Huge-LQG dài hơn ba lần và rộng gấp đôi so với giới hạn trên của Yadav et al. cho thang đo độ đồng nhất, và do đó đã được tuyên bố là thách thức sự hiểu biết của chúng ta về vũ trụ trên quy mô lớn.
Tuy nhiên, do sự tồn tại của các mối tương quan tầm xa, người ta đã biết rằng các cấu trúc có thể được tìm thấy trong sự phân bố các thiên hà trong vũ trụ trải rộng trên các quy mô lớn hơn thang đo độ đồng nhất.

## Tranh luận
Seshadri Nadathur tại Đại học Bielefeld đã thực hiện một nghiên cứu thậm chí còn toàn diện hơn về Huge-LQG. Sau một nghiên cứu chi tiết hơn, ông tuyên bố có mâu thuẫn với tuyên bố của Clowes về sự tạo cụm lớn, bản đồ mới của ông cho thấy không có sự tạo cụm chuẩn tinh rõ ràng trong vùng lân cận của Huge-LQG. Bản đồ này thực sự giống với bản đồ do Clowes tạo ra (xem phần trên) - với sự khác biệt là bản đồ của Nadathur bao gồm tất cả các chuẩn tinh trong khu vực đó. Sau khi thực hiện một số phân tích thống kê trên các dữ liệu chuẩn tinh và tìm thấy các thay đổi tột bậc về thành viên và hình dạng của Huge-LQG với những thay đổi nhỏ trong các tham số tìm kiếm cụm, ông xác định xác suất để các cụm biểu kiến có kích thước như Huge-LQG sẽ xuất hiện trong một loại chuẩn tinh ngẫu nhiên. Ông đã thiết lập 10.000 vùng có kích thước giống hệt với vùng được Clowes nghiên cứu và lấp đầy chúng bằng các chuẩn tinh phân bố ngẫu nhiên với các thống kê vị trí giống hệt như các chuẩn tinh thực tế trên bầu trời. Dữ liệu hỗ trợ nghiên cứu thang đo độ đồng nhất của Yadav et al., và do đó, không có thách thức đối với nguyên lý vũ trụ. Nghiên cứu cũng ngụ ý rằng thuật toán thống kê được Clowes sử dụng để xác định Huge-LQG, khi được sử dụng để tương quan với các chuẩn tinh khác trên bầu trời, tạo ra hơn một nghìn cụm giống hệt với Huge-LQG. Trong khi các chuẩn tinh có thể đại diện cho các vùng dày đặc của vũ trụ, người ta phải lưu ý rằng tất cả các chuẩn tinh trên bầu trời được phân bố đều, nghĩa là, một chuẩn tinh trên vài triệu năm ánh sáng, khiến cho ý nghĩa của chúng như là một cấu trúc rất khó xảy ra. Do đó, việc xác định Huge-LQG, cùng với các cụm được Nadathur xác định, được gọi là các nhận dạng dương tính giả hoặc lỗi trong việc xác định cấu trúc, cuối cùng dẫn tới kết luận rằng Huge-LQG hoàn toàn không phải là một cấu trúc thực sự.
Một số câu hỏi phát sinh từ sự phát hiện cấu trúc. Nhưng người ta không nói rõ làm thế nào Clowes phát hiện ra một cụm các chuẩn tinh trong khu vực, cũng như cách ông tìm thấy bất kỳ mối tương quan nào của các chuẩn tinh trong khu vực. Nó chỉ rõ rằng không chỉ cấu trúc này mà cả các LQG khác không phải là các cấu trúc thực sự.
Tuy nhiên, Clowes et al. tìm thấy sự hỗ trợ độc lập cho tính hiện thực của cấu trúc từ sự trùng hợp của nó với các chất hấp thụ Mg II (khí magnesi ion hóa một lần, thường được sử dụng để thăm dò các thiên hà xa xôi). Khí Mg II cho thấy Huge-LQG có liên quan đến việc tăng cường khối lượng, thay vì là dương tính giả. Điểm này không được thảo luận trong bài báo phê bình.
Hỗ trợ thêm cho tính hiện thực của Huge-LQG đến từ công trình của Hutsemékers et al.  vào tháng 9 năm 2014. Họ đã đo độ phân cực của các chuẩn tinh trong Huge-LQG và tìm thấy "mối tương quan đáng chú ý" của các vectơ phân cực trên quy mô lớn hơn 500 Mpc.